# Parafia Świętych Cyryla i Metodego w Hartford
Parafia Świętych Cyryla i Metodego w Hartford (ang. SS. Cyril and Methodius Parish) – parafia rzymskokatolicka położona w Hartford, Connecticut, Stany Zjednoczone.
Jest ona jedną z wielu etnicznych, polonijnych parafii rzymskokatolickich w Nowej Anglii z mszą św. w j. polskim dla polskich imigrantów.
Patronami parafii są św. Cyryl oraz św. Metody.
Ustanowiona 6 kwietnia 1902 roku.

## Historia
W styczniu 1901 roku, niedawno wyświęcony, ks. Stanisław Łozowski został przydzielony jako wikariusz dla polskich imigrantów przy parafii św. Piotra. 6 kwietnia 1902, biskup Hartford, Michael Tierney ustanowił Parafię Świętych Cyryla i Metodego dla polskich imigrantów, z ks. Stanisławem Łozowskim jako proboszczem.
Pierwsza msza św. została odprawiona w podziemiach bazyliki św. Piotra.
Drewniany kościół został wybudowany na Governor St.
Kolejny kamień węgielny pod duży murowany kościół, został poświęcony 9 lipca 1916 roku.